# 李桓英

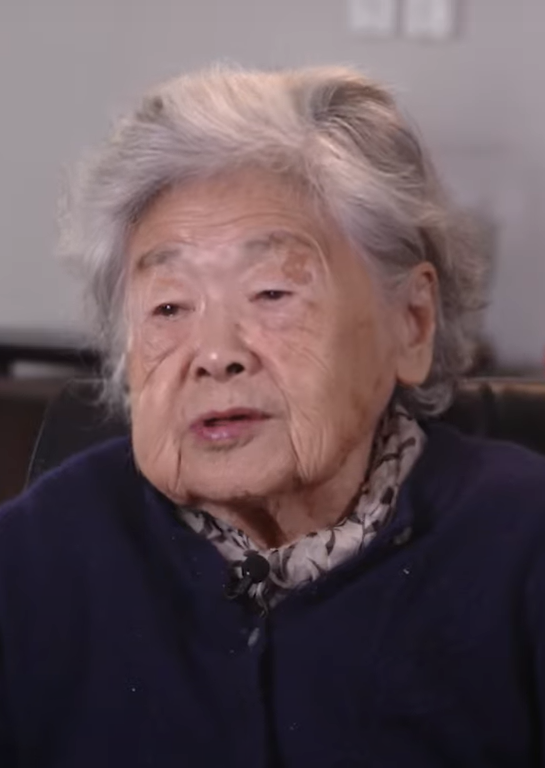
李桓英

李桓英（1921年8月17日—2022年11月25日），女，生于北京，是中國麻风病防治醫生以及首都医科大学附属北京友谊医院医生、北京热带医学研究所研究员。
毕业于上海同济大学医学院、美国约翰斯·霍普金斯大学。1950年代初，李桓英在世界卫生组织工作7年。父母已定居美国。1958年，她辞去世界卫生组织的印度尼西亚、缅甸的熱帶肉芽腫（雅司病）和梅毒两种热带病专家的职务，从美国只身回到中华人民共和国。1970年，在中国医学科学院皮肤病研究所工作的李桓英随单位下放插隊到江苏省的一个麻风村。这是她第一次见到麻风病人。1978年，李桓英调至北京友谊医院热带医学研究所，开始研究麻风病。1983年，李桓英带着世界卫生组织提供的免费药品，在云南省勐腊县展开对麻风病人的治疗。期间，李桓英研究出服药24个月就停药的短程联合化疗。1994年，世界卫生组织在全球推广治疗麻风病的短程联合化疗法。2016年，李桓英递交入党申请书。12月27日，李桓英在北京友谊医院，参加集体宣誓仪式，正式加入中国共产党。此时，95岁高龄的李桓英仍在继续麻风病的研究工作。
2001年，李桓英主持的《全国控制和基本消灭麻风病的策略、防治技术和措施研究》获国家科技进步一等奖。2016年，获得首届中国麻风病防治终身成就奖。她曾獲得何梁何利科技进步奖、全国五一劳动奖章、全国医德楷模。2019年获“最美奋斗者”称号，2021年入选“3个100杰出人物”，2021年8月20日被中共中央宣传部授予“时代楷模”称号。